# 즐라트코 차이코브스키
즐라트코 "치크" 차이코브스키(크로아티아어: Zlatko "Čik" Čajkovski, 1923년 11월 24일, 자그레브 ~ 1998년 7월 27일, 뮌헨)은 전 크로아티아인인 유고슬라비아의 축구 선수이자 감독이었다. 그의 동생인 젤코 차이코브스키 또한 축구 선수였다.

## 선수 경력
차이코브스키는 선수 시절, HAŠK와 FK 파르티잔 베오그라드의 선수로 처음 활약했었다.
1942년과 1943년 사이에 크로아티아 독립국 소속으로 두차례 출장하였고, 1946년과 1955년 사이에는 유고슬라비아 축구 국가대표팀 소속으로 55경기 출장하여 7골을 득점하였다. 1948년 하계올림픽과 1952년 하계올림픽에도 참여한 그는 이 두 대회에서 모두 은메달을 획득하였다. 헬싱키에서 열린 1952년 하계올림픽의 결승 상대는 상승세를 몰고 다니던 헝가리의 '매직 마자르'였다.
그는 1950년 FIFA 월드컵과 1954년 FIFA 월드컵에도 참여하였다. 1950년 대회에서 유고슬라비아는 홈팀 브라질에게만 패하였고, 이 대회에서 차이코브스키는 멕시코전에서 2골을 기록하였다. 1954년에도 유고슬라비아는 브라질을 상대하였으나, 나중에 월드컵 우승을 차지하는 서독과의 8강전에서 패하며 탈락하였다. 1953년, 차이코브스키는 잉글랜드를 상대로 한 FIFA 베스트 XI의 명단에 올린 네 명의 크로아티아인들 중 한명이었다.
그는 1. FC 쾰른과 하포엘 하이파 FC를 거친 뒤 은퇴하였다.

## 감독 경력
차이코브스키는 쾰른의 독일 스포츠 아카데미에서 헤네스 바이스바일러 감독의 지도 하에 감독 라이선스를 획득하였다. 그가 처음으로 감독 임기를 맡은 곳은 이스라엘, 터키, 그리고 네덜란드였다.
그의 첫 감독으로써의 성공은 1. FC 쾰른 소속으로의 독일 챔피언쉽 우승이었다. 1963년, 차이코브스키는 FC 바이에른 뮌헨의 사령탑에 올라, 당시 2부리그에 있던 바이에른을 분데스리가로 끌어올렸다. 뮌헨의 감독을 맡으며, 그는 2차례의 DFB-포칼, UEFA 컵 위너스컵을 우승하였다. 1967년 컵 위너스컵 결승전의 상대는 글래스고를 연고로 하는 레인저스 FC였다. 이 시기에 차이코브스키는 훗날 뮌헨의 전성기 주역이 되는 당시 20대의 제프 마이어, 프란츠 베켄바워, 그리고 게르트 뮐러를 발굴하였다.
그 후, 차이코브스키는 하노버 96, 1. FC 뉘른베르크, 키커스 오펜바흐 등의 감독직을 맡았고, 1970년에는 오펜바흐의 DFB-포칼 우승을 이룩하였다. NK 디나모 자그레브와 1. FC 뉘른베르크의 감독직을 맡은 이후, 그는 1. FC 쾰른으로 돌아갔고, 그 뒤 키커스 오펜바흐의 감독직을 다시한번 맡았다. 그 후, 차이코브스키는 그리스의 AEK 아테네 FC로 이적하여 더블을 이룩하였다. 그는 나중에 스위스로 건너가 FC 취리히 (1978-1980) 과 FC 그렌첸 (1980)의 감독을 맡았고, 1981년에는 그라츠 AK의 감독을 맡았다. 그 후, 그는 AEK 아테네 FC (1982) 와 아폴론 칼라마리아스 FC (1983-1984)의 감독을 맡았다.